# Bambusa rongchengensis
Bambusa rongchengensis là một loài thực vật có hoa trong họ Hòa thảo. Loài này được (T.P.Yi & C.Y.Sia) D.Z.Li mô tả khoa học đầu tiên năm 1994.